# Тадевосян, Самвел
Самвел Тадевосян (арм. Սամվել Թադևոսյան; род. 6 июня 1993, Ереван) — армянский актёр и театральный режиссёр, лауреат Государственной премии Армении (2017).

## Биография
Окончил среднюю школу № 154. В 2010 году поступил в Ереванский государственный институт театра и кино, факультет актёрского искусства и режиссуры, мастерская Армена Мазманяна, однако в 2016-м году был отчислен из магистратуры, поскольку съёмочный график не позволил ему вовремя сдать экзамены.

## Театр
Играл в спектаклях «Мать» по пьесе Карела Чапека (режиссер Лала Мнацаканян), «Иллюзии» Ивана Вырыпаева (режиссер Зара Антонян), «Я здесь» (режиссер Татев Мелконян), «Великодушные попрошайки» Акопа Пароняна. Состоял в штате Ереванского театра кукол.
В Национальном академическом театре оперы и балета им. Ал. Спендиаряна поставил балет-психодраму «Записки самоубийцы» Александра Ирадяна, балетмейстер Арман Балманукян. Самостоятельно осуществил постановку моноспектакля «Эгоист» по пьесе Махмуда Назери «Одна комната, две двери», за которую в 2016 г. был удостоен театральной премии «Артавазд» в номинации «Лучший молодой актёр».
В 2018 году представил на суд зрителей авторскую постановку «Майреник» в жанре физического театра.

## Фильмография
- Янычар (2022) — Арслан
- Чернобыль (2021) — Тигран
- Комитас (2019)
- Переход (2018)
- СССР (сериал, 2018 — …)
- Браво, виртуоз (2016)
- Линия (2016) — Тигран

## Награды и премии
- Государственная премия РА за исполнение главной роли в фильме «Линия» «»
- Театральная премия Артавазд — лучший молодой актёр года за роль в спектакле «Эгоист» «Արտավազդ»։
- Артфест молодёжный фестиваль — лучшая роль в спектакле «Эгоист»։
- Приз национальной киноакадемии Армении за лучшую мужскую роль в фильме «Линия» «»
- Приз 14 -го международного кинофестиваля «Золотой абрикос» за исполнение главной роли в фильме «Линия»